# Domènec Carrové i Viola
Domènec Carrové i Viola (Balaguer, 7 de gener de 1896 - 18 de novembre de 1969) fou un periodista, escriptor, historiador i polític català.
Té un carrer dedicat a la ciutat de Balaguer, al barri del Firal.

## Biografia

### Joventut i inicis polítics
Fill únic d'Andreu Carrové i Folguera i de Pilar Viola Barberà, una família de petits propietaris rurals. A principis del segle xx, en enviudar, la mare anà a treballar al servei domèstic de Nicolau Usart, a Sant Feliu de Codines, mentre el fill anà a viure i estudiar a Barcelona.
Durant els seus estudis d’Enginyeria Agrònoma a Barcelona, inicià un compromís polític que no abandonaria en tota la seva vida. Esdevingué membre de la Unió Catalanista i col·laborador de les seves revistes Renaixement i La Nació. Soci del Centre Autonomista de Dependents del Comerç i de la Indústria (CADCI), el 26 de juny de 1921 en fou elegit membre del Consell Directiu, com a president de la Secció de Propaganda Autonomista.

### Dictadura Primo de Rivera (1923-1930)
Durant la Dictadura de Primo de Rivera, fou empresonat durant un mes —del 18 de desembre de 1923 al 16 de gener de 1924— per haver participat a la manifestació de l'Onze de Setembre que acabà amb aldarulls. El 1924 tornà a Balaguer i l’any següent, el 18 de maig de 1925 es casà amb Maria Rúbies i Macià, amb qui tingueren dues filles: Pilar i Maria.
El 1925 fundà a Balaguer, amb el periodista Joan Sauret, el setmanari Pla i Muntanya, que fins al 1936 fou el principal mitjà de comunicació dels catalanistes republicans a la Noguera, on publicà, com a annex, el seu primer estudi històric local, L’Hospital de Sant Joan de Balaguer (1926). El 1929 fou un dels fundadors del Centre Excursionista Balaguerí, que comptava amb un important arxiu fotogràfic, museu i Butlletí i duia a terme activitats de caràcter cultural i científic relatives a la prehistòria, història, història natural, art i fotografia.
El 1930 esdevingué president del Centre Català Republicà de Balaguer que aplegava a més de quaranta entitats catalanistes republicanes de la Noguera.

### Segona República (1931-1936)
A les eleccions municipals del 12 d’abril de 1931 fou elegit regidor com a candidat de la Coalició Republicana (formada pel Centre Català Republicà i el PRR) que assolí la victòria amb 586 vots (49,1% i 9 regidors), enfront de la Coalició Monàrquica amb 427 vots (35,8% i 4 regidors), i el Bloc Obrer i Camperol amb 180 vots (15,1% i cap regidor). El republicà Francesc Xavier Rúbies fou elegit alcalde.
L’octubre de 1931 el Centre Català Republicà s'adherí a Esquerra Republicana de Catalunya.
En el marc del 1r Congrés Nacional d’ERC que se celebrà el 13 i 14 de febrer de 1932, formà part de la Ponència sobre Afers Municipals conjuntament amb altres destacats dirigents locals del partit com Samuel Morera, Roc Boronat, Enric Canturri, Jaume Martí i Cabot o Lluís Prunés. L’agost de 1932 fou nomenat com un dels tres adjunts a la Comissaria Delegada de la Generalitat de Catalunya a Lleida. També el 1932 va veure la llum el seu primer llibre, El Delicte, una novel·la que havia estat publicada per entregues setmanals a Pla i Muntanya. El desembre de 1933 el Centre Català Republicà i el Centre Radical, fins aleshores adherit al PRR es fusionaren per a crear el Centre d’Unió Republicana, adherit a ERC.
A les eleccions municipals del 14 de gener de 1934 encapçalà la candidatura d’ERC a Balaguer, esdevenint alcalde després d’assolir la victòria per 1.084 vots (45,6% i 11 regidors), enfront de la Lliga 1.041 vots (43,8% i 5 regidors) i el Front d’Obrers i Pagesos (BOC), 254 vots (10,7% i cap regidor). El 6 d’octubre de 1934 proclamà l’Estat Català a Balaguer, seguint la crida del president Lluís Companys. El fracàs de la proclamació va dur els seus responsables a la presó de Lleida, on romangué fins al 24 de desembre de 1934. En el judici, celebrat el 5 d’abril de 1935 fou absolt, conjuntament amb els altres processats de Balaguer com ara el diputat d’ERC al Parlament de Catalunya Joan Sauret.
Durant el bienni negre, desenvolupà la seva vessant d’historiador local publicant El pont de Balaguer (1935).
Arran del triomf del Front d’Esquerres a les eleccions legislatives del febrer de 1936, retornà a l’alcaldia de Balaguer fins que, setmanes abans de l'esclat de la Guerra Civil, el 27 de juny de 1936, fou nomenat comissari delegat de la Generalitat a Lleida, càrrec del qual en dimití tres mesos després, el primer d’octubre, ja en ple conflicte bèl·lic.

### Guerra Civil i Exili (1936-1947)
El gener de 1938 fou nomenat cap interí de la Zona de Recaptació de Contribucions i Impostos de la Generalitat de Catalunya a Balaguer i a partir del febrer n’esdevingué cap. I el maig de 1938 fou nomenat cap interí de la Zona de Recaptació de Contribucions i Impostos de la Generalitat de Catalunya a Puigcerdà. El 1938 es presentà al Premi Joan Crexells de narrativa convocat per la Generalitat de Catalunya amb la novel·la El Caciquet, que encara resta inèdita.
El 1939, a la fi de la Guerra Civil s'exilià a França sol, sense la dona i les filles, que romangueren a Balaguer. Fou confinat al camp de concentració de Bram —del 14 de març al 27 de juny de 1939— des d’on intentà aconseguir el visat per embarcar-se cap a Xile sense èxit. En sortir del camp, però, va poder instal·lar-se a redós de la Residència dels Intel·lectuals Catalans de Montpeller.
Finalitzada la Guerra Mundial fixà la seva residència a Rodés, capital del departament d'Avairon, al Llenguadoc, des d’on col·laborà amb la premsa catalana de l'exili com ara Ressorgiment, de Buenos Aires i continuà militant activament a ERC.

### Retorn a Catalunya i Transició
A finals de 1947 retornà des de l'exili a Balaguer, per retrobar-se amb la dona i les filles. No tingué especials problemes, ja que l’Expedient de Responsabilitats Polítiques incoat el 1940 contra ell concloïa amb un sobreseïment, donades les referències positives de prohoms del Balaguer franquista que reconeixien que malgrat la seva rellevant militància i compromís polític no havia estat implicat en delictes de sang. No seria, però, fins al 30 d’octubre de 1968 que es va arxivar definitivament el seu expedient, en virtut de l’aplicació del Decret d’indult 2824/66.
De nou a la ciutat natal, continuà l'activitat cívica i cultural catalanista col·laborant amb la refundació del Centre Excursionista Balaguerí aconseguint incorporar en pocs mesos a multitud de socis i reiniciar les activitats. Al cap de menys d’un any de la represa el Centre fou prohibit pel règim franquista.
Fruit de la dedicació a la investigació històrica local, col·laborà en la Història de la ciutat de Balaguer, de Fra Pere Sanahuja (1965) i publicà la biografia Jaume d’Urgell, el dissortat (1968).

## Publicacions
- L'hospital de Sant Joan de Balaguer (1926)
- Àlbum Meravella. Llibre de belleses naturals i artístiques de Catalunya (1926)
- El Delicte (1932)
- El Pont de Balaguer (1935)
- El Caciquet (1938)
- Jaume d'Urgell, el dissortat (1968)
- El general Castells (1973)